# Premiile Obie
Premiile Obie (în engleză Obie Awards) sau Premiile teatrale Off-Broadway (în engleză Off-Broadway Theater Awards) sunt premii teatrale anuale acordate inițial de ziarul The Village Voice artiștilor și grupurilor de teatru din New York City. În septembrie 2014, premiile au fost prezentate și administrate împreună cu American Theatre Wing. Întrucât Premiile Tony sunt oferite producțiilor de pe Broadway, Premiile Obie sunt acordate unor actori și producții de pe Off-Broadway și Off-Off-Broadway.

## Istorie
Este acordat din 1956. Prima ceremonie a fost prezentată de Shelley Winters la cafeneaua-galeria Helen Gee.

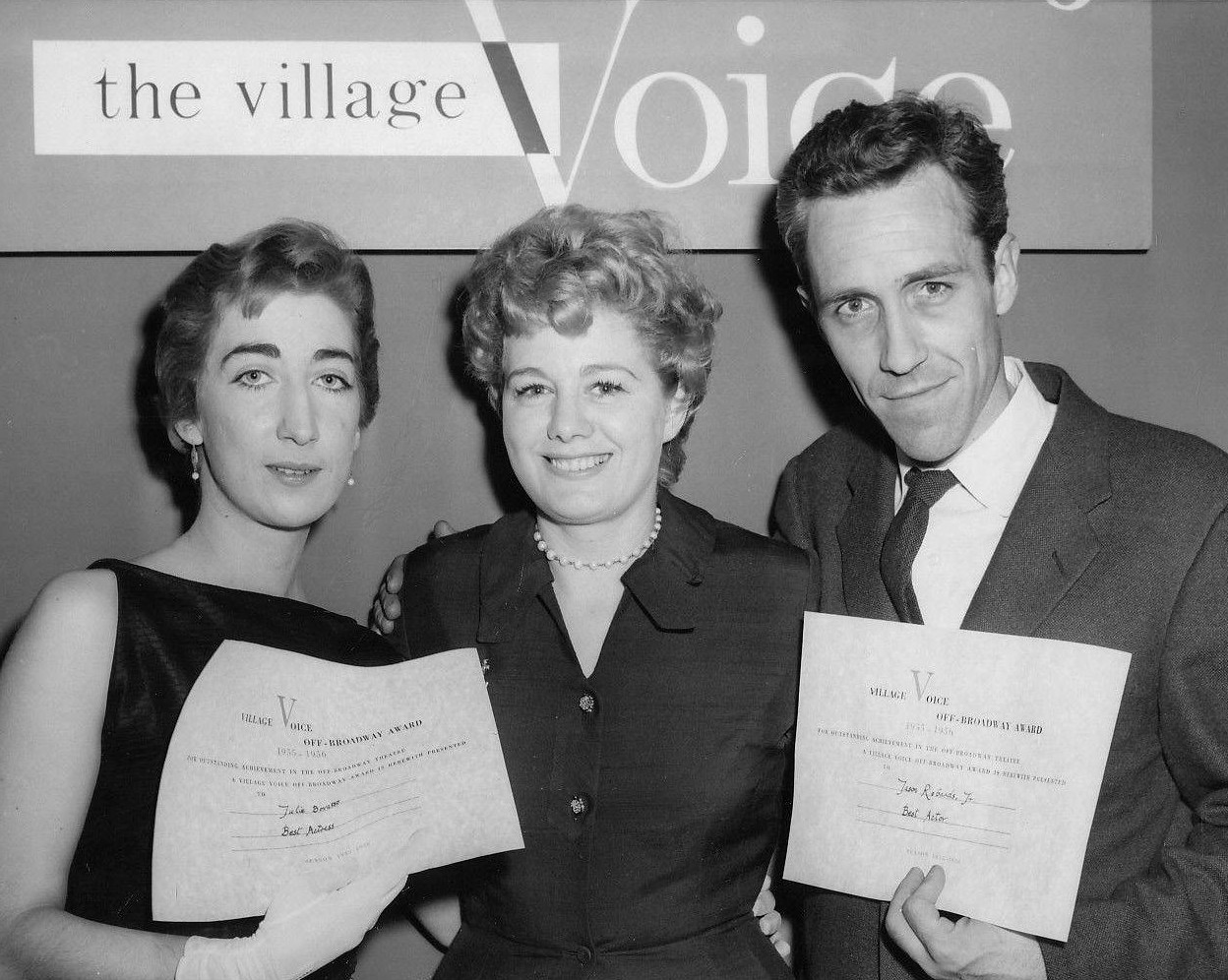
Julie Bovasso, Shelley Winters și Jason Robards la Premiile Obie din 1956

Premiul a fost creat inițiat de Edwin Fancher, editor al săptămânalului din New York The Village Voice, care a fost implicat în finanțarea proiectului și dezvoltarea comercială a acestuia. Este considerat unul dintre cele mai prestigioase premii de teatru din Statele Unite, asemănător cu Premiile Tony și Drama Desk.

## Categorii
Sunt oferite premii la mai multe categorii (în română și în paranteze denumirea originală), dar acestea nu sunt fixe:
- Premiul Obie pentru interpretarea de excepție a unui actor (Obie Award for Distinguished Performance by an Actor)
- Premiul Obie pentru interpretarea de excepție a unei actrițe (Obie Award for Distinguished Performance by an Actress)
- Premiul Obie pentru interpretarea de excepție a unui ansamblu (Obie Award for Distinguished Performance by an Ensemble)
- (Sustained Achievement Award)
- (Best New American Theatre Work Award)
- (Playwriting Award)
- (Design Award)
- (Special Citations)
- (Obie Grants)
- (The Ross Wetzsteon Award)

The Village Voice acordă anual un premiu special de 1000 de dolari americani celor mai bune trupe de teatru în opinia lor.
Cu excepția premiilor acordate pentru munca de o viață (Lifetime Achievement) și pentru cea mai bună nou-apărută piesă de teatru americană (Best New American Play), nu există categorii fixe la Premiile Obie, iar actorii și actrițele câștigătoare sunt toți încadrați într-o singură categorie intitulată „Performanță” (Performance). Nominalizările nu sunt anunțate.

## Câștigătoare multiple
Câștigătoare multiple ale premiului Obie pentru interpretarea de excepție a unei actrițe sunt: